# The Diamond Thieves (film 1917)
The Diamond Thieves è un cortometraggio muto del 1917 diretto da Robert Z. Leonard. Il regista appare nel film come protagonista a fianco di Margarita Fischer.

## Produzione
Il film fu prodotto dall'Independent Moving Pictures Co. of America (IMP).

## Distribuzione
Distribuito dall'Universal Film Manufacturing Company, il film - un cortometraggio in una bobina - uscì nelle sale cinematografiche USA il 1º febbraio 1917.